# Johann Mayrhofer
Johann Baptist Mayrhofer, né le 22 octobre 1787 à Steyr et mort le 5 février 1836 à Vienne, est un poète autrichien, grand ami de Franz Schubert.

## Biographie
Ce fils d'un procureur fréquente l'abbaye de Saint-Florian de 1806 à 1810. À sa sortie, il étudie à Vienne le droit et la théologie. Il fait la connaissance de Theodor Körner. Dès ses premiers écrits en 1814, il est victime de la censure du régime de Metternich et vit pauvrement.
En 1814, par l'intermédiaire de Joseph von Spaun (de), il rencontre en 1814 le compositeur Franz Schubert. Ils partagent un appartement de 1818 à 1821 près de l'ancien hôtel de ville de Vienne. Schubert met en musique une cinquantaine de ses poèmes. Ils créent ensemble deux opéras qui ne seront pas présentés du vivant de leurs auteurs : Die Freunde von Salamanca (1815) et Adrast.
En 1824 paraît un recueil de ses poèmes. En 1829, Mayrhofer publie dans le journal Neues Archiv für Geschichte ses souvenirs sur Franz Schubert mort l'année précédente. En 1836, à 48 ans, il se suicide en se jetant de la fenêtre de son bureau à la suite d'une dépression courte et intense.

## Œuvre
- Recueil de 1824
- Édition de 1843 par Ernst von Feuchtersleben.
- Intégral des poèmes mis en musique par Schubert
- Die Freunde von Salamanka. In: Neue Schubert-Ausgabe (de), Serie II/3.
- Adrast. In: Neue Schubert-Ausgabe, Serie II/12.